# František Martin Pelcl

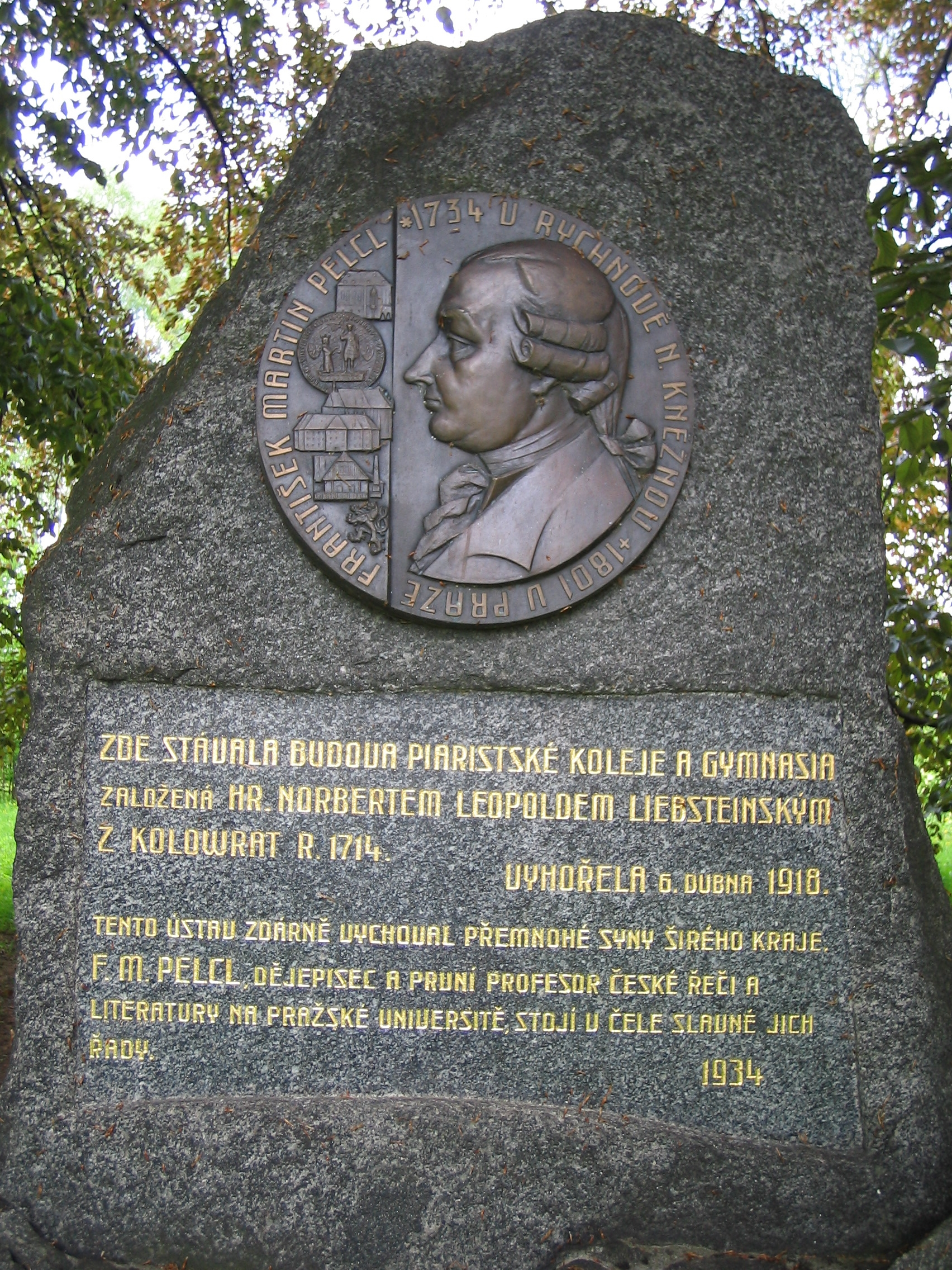
František Martin Pelcl, minnesmärke i Rychnov nad Kněžnou

František Martin Pelcl (även Franz Martin Pelzel), född 11 november 1734 i Reichenau an der Knieschna, död 24 februari 1801 i Prag, var en tjeckisk historiker och filolog.
Pelcl studerade i Prag och Wien och utnämndes 1793 till professor i tjeckiska språket vid Wiens universitet. Bland hans skrifter, av vilka många är otryckta, märks Kurzgefasste Geschichte der Böhmen von den ältesten bis auf die itzigen Zeiten (1774; tredje upplagan 1782), Abbildungen böhmischer und mährischer Gelehrten und Künstler (1773-82), Scriptores rerum Bohemicarum (1782-84), Böhmische, mährische und schlesische Gelehrte und Schriftsteller aus dem Orden der Jesuiten (1786), Geschichte der deutschen und ihrer Sprache in Böhmen (I, 1788, II, 1791) och Grundsätze der böhmischen Grammatik (1795) samt på tjechiska Nová kronika česká (I-III, 1791-96; IV otryckt). År 1775 utgav han historikern Bohuslav Balbíns Dissertatio apologetica pro lingua slavonica, som dock konfiskerades.